# Nemotelus planifrons
Nemotelus planifrons är en tvåvingeart som beskrevs av Lindner 1972. Nemotelus planifrons ingår i släktet Nemotelus och familjen vapenflugor. Inga underarter finns listade i Catalogue of Life.